# Paul Senn
Paul Senn (* 14. August 1901 in Rothrist, Kanton Aargau; † 25. April 1953 in Bern) war ein Schweizer Fotograf. Er zählt zu den grossen Schweizer Reportagefotografen der 1930er bis 50er Jahre. Mit seinen Publikationen in der «Zürcher Illustrierten» und dem Kunst- und Kulturmagazin «Du» erreichte er nationale Bedeutung.

## Leben

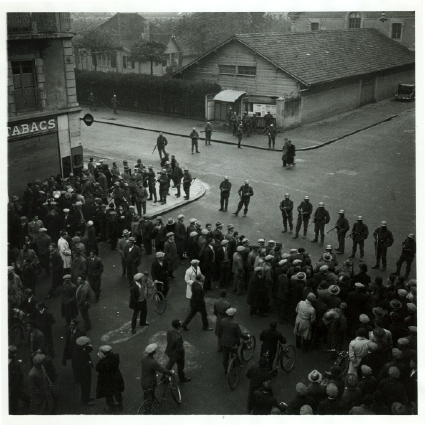
Paul Senn dokumentierte die Unruhen von Genf 1932.

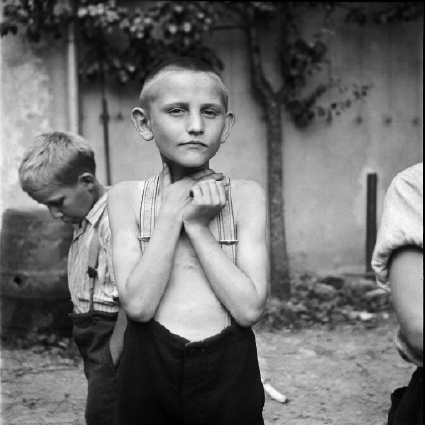
Knabe im Heim Sonnenberg, Kriens (1944). Eine kritische Reportage von Peter Surava und Paul Senn führte zur Schliessung der Institution und gerichtlichen Verurteilung des letzten Heimleiters.

Nach dem Besuch der Primar- und Sekundarschule in der Stadt Bern erlernte Senn um 1917 den Beruf des Reklamezeichners und Retuscheurs. Nach Abschluss seiner Ausbildung arbeitete er in verschiedenen europäischen Städten und ab 1922 als Grafiker in Lyon. Er wurde 1924 Bildredaktor bei den Basler Nachrichten, wo seine ersten Fotos erschienen. 1927 und 1928 hielt er sich in Mailand, Genua, Deutschland, Belgien, Frankreich und Barcelona auf. Nach diesen Reisen eröffnete er sein eigenes Grafik- und Werbeatelier in Bern. In den 1930er Jahren arbeitete Senn als Fotoreporter für die Zürcher- und Berner Illustrierte und bereiste Frankreich, Italien, Spanien und den Balkan. 1937 begleitete Senn einen Hilfskonvoi des Schweizerischen Hilfskomitees für die Kinder Spaniens ins Kriegsgebiet des Spanischen Bürgerkriegs und berichtete darüber in einer Sondernummer der Zürcher Illustrierten. 1939 reiste er in die USA.
Während des Zweiten Weltkriegs leistete Senn Aktivdienst als Armeefotograf in der Sektion Heer und Haus. Nachdem die Zürcher Illustrierte ihr Erscheinen 1941 einstellen musste, arbeitete Senn für die Schweizer Illustrierte und für Sie + Er. Von 1942 bis 1944 bereiste er mehrmals Südfrankreich und berichtete über die Aktivitäten des Schweizer Hilfswerks und die Aufbauarbeiten in Lyon. Nach Kriegsende 1945 bereiste Paul Senn im Auftrag des Schweizerischen Roten Kreuzes und der Schweizer Spende die europäischen Kriegsgebiete und fotografierte in Deutschland und Frankreich. Für die Schweizer Illustrierte weilte er 1946 in den USA und besuchte New York und die Schweizer Kolonien. 1947 begab er sich auf Einladung der Schweizer Spende nach Finnland und Deutschland und dokumentierte den Wiederaufbau. 1950 folgten Reisen nach Deutschland, Frankreich, Italien und England. Er gründete 1951 mit Werner Bischof, Walter Läubli, Gotthard Schuh und Jakob Tuggener das Kollegium der Schweizerischen Fotografen. 1952 wurde er Mitglied des Werkbundes.

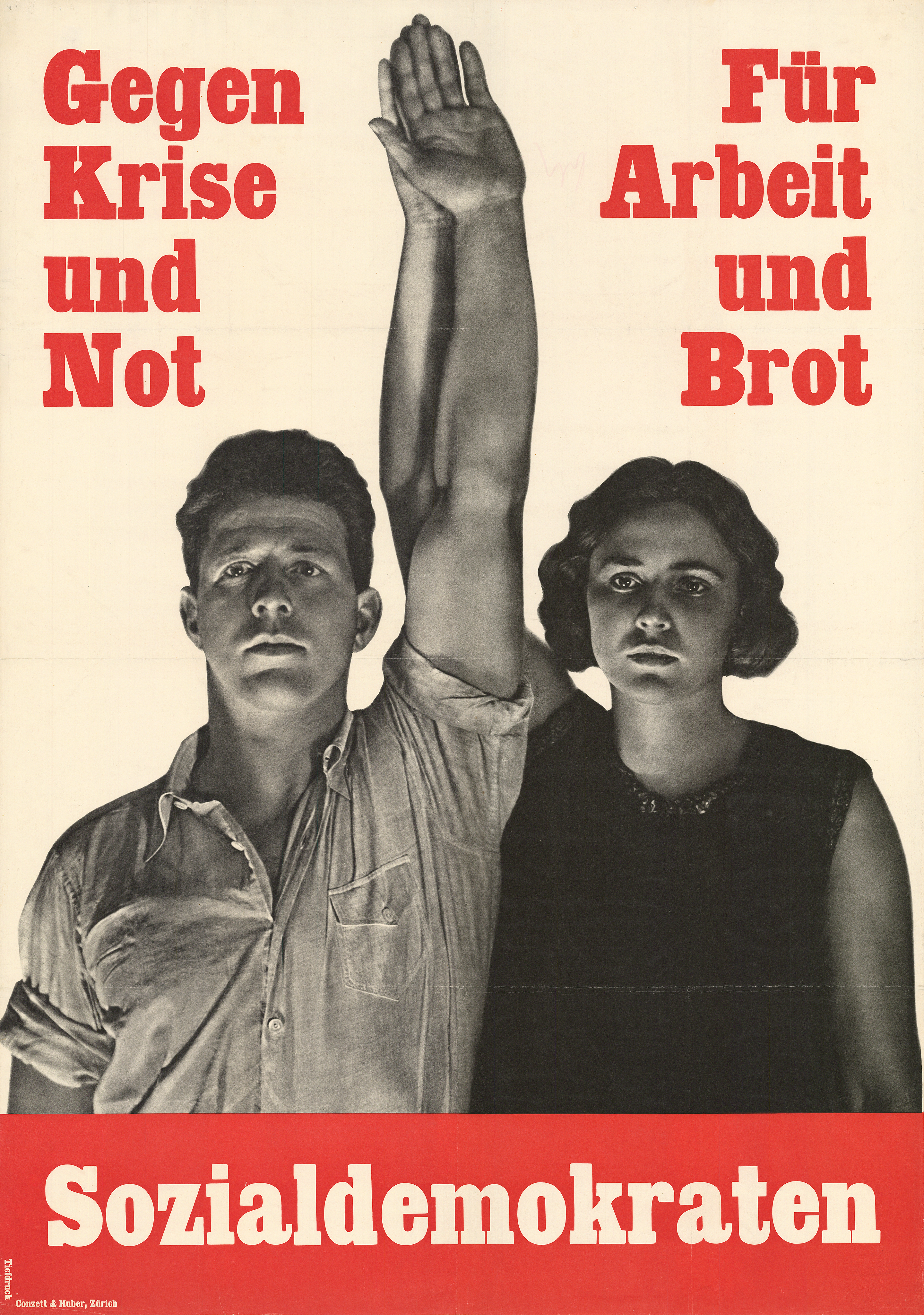
Werbeplakat Gegen Krise und Not – Für Arbeit und Brot – Sozialdemokraten, Fotografie von Paul Senn, 1931

Am 25. April 1953 starb er im Zieglerspital in Bern an Nieren/Leber-Krebs. Seit dem 1. Januar 2024 ist sein fotografisches Werk nach Ablauf der Schutzfrist von 70 Jahren gemeinfrei.

## Werk
Paul Senn gilt als Vertreter einer neuen Bildsprache, die den Alltag der Menschen thematisierte. Er fotografierte für über 15 schweizerische („du“ usw.) und ausländische illustrierte Zeitschriften. Bekannt sind seine Reportagen über die Welt der Schweizer Bauern und Arbeiter sowie seine Bildberichte über Europa, Nord- und Südamerika. Sein Archiv befindet sich im Kunstmuseum Bern.